# Nashville Bluegrass Band
A banda Nashville Bluegrass Band é uma banda americana de bluegrass formada em 1984.

## História
Os membros do grupo tocaram juntos pela primeira vez em 1984 como um entrada para a banda Vernon Oxford e Minnie Pearl; Eles assinaram com a Rounder Records e gravaram seu primeiro cd My Native Home produzido por Béla Fleck, em 1985. Incorporando elementos da música negra, gospel e espiritual, eles se tornaram sucesso, tanto na América quanto no estrangeiro. O grupo percorreu cerca de 20 países, incluindo o Brasil e foi a primeira banda de bluegrass a tocar na China.

## Formação

### Atuais membros
- Alan O'Bryant - Banjo de 5 cordas, vocais
- Pat Enright - vocal, Violão Folk
- Mike Compton - bandolim
- Stuart Duncan - violino
- Andy Todd - baixo

### Ex-membros
- Mark Hembree - baixo
- Gene Libbea - baixo
- Roland White - bandolim
- Dennis Crouch - baixo

## Discografia
| Lançado | Título                           | Rótulo     | Número  | Notas                                                                                     |
| 1985    | My Native Home                   | Rounder    | 0212    | LP                                                                                        |
| 1986    | Idle Time                        | Rounder    | 0232    | LP                                                                                        |
| 1987    | To Be His Child                  | Rounder    | 0242    | LP gospel, relançado em CD                                                                |
| 1988    | New Moon Rising                  | Sugar Hill | CD 3762 | Indicado ao Grammy, com Peter Rowan                                                       |
| 1990    | The Boys Are Back in Town        | Sugar Hill | CD 3778 | Indicado ao Grammy                                                                        |
| 1991    | The Nashville Bluegrass Band     | Rounder    | CD 0232 | CD compilado dos LPs "My Native Home" e "Idle Time"                                       |
| 1991    | Home of the Blues                | Sugar Hill | CD 3793 | Indicado ao Grammy                                                                        |
| 1993    | Waitin' for the Hard Times to Go | Sugar Hill | CD 3809 | Vencedor do Grammy                                                                        |
| 1995    | Unleashed                        | Sugar Hill | CD 3843 | Vencedor do Grammy. Algumas fontes listam o título de pré-lançamento como Still Unplugged |
| 1998    | American Beauty                  | Sugar Hill | CD 3882 | Indicado ao Grammy                                                                        |
| 2004    | Twenty Year Blues                | Sugar Hill | CD 3959 | Indicado ao Grammy                                                                        |
| 2007    | Best of the Sugar Hill Years     | Sugar Hill | CD 4036 | compilação, 1990-2004                                                                     |

## Prêmios
- 1988 Grammy nomination: Best Bluegrass Album / New Moon Rising with Peter Rowan
- 1990 Grammy nomination: Best Bluegrass Album / The Boys Are Back In Town
- 1990 IBMA Vocal Group of the Year
- 1990 Stuart Duncan > IBMA Fiddler of the Year
- 1991 Grammy nomination: Best Bluegrass Album / Home Of The Blues
- 1991 IBMA Vocal Group of the Year
- 1991 Stuart Duncan > IBMA Fiddler of the Year
- 1992 IBMA Vocal Group of the Year
- 1992 IBMA Entertainer of the Year
- 1992 IBMA Song of the Year / Blue Train (by Dave Allen, from Home Of The Blues)
- 1992 Stuart Duncan > IBMA Fiddler of the Year
- 1992 Alan O’Bryant > IBMA Recorded Event of the Year / Slide Rule / Jerry Douglas
- 1993 INDY AWARD: Best Bluegrass Album / Waitin’ For The Hard Times To Go
- 1993 IBMA Vocal Group of the Year
- 1993 IBMA Entertainer of the Year
- 1993 Stuart Duncan > IBMA Fiddler of the Year
- 1993 Stuart Duncan (backed by NBB) > IBMA Instrumental Album of the Year / Stuart Duncan
- 1994 Grammy Award: Best Bluegrass Album / Waitin’ For The Hard Times To Go
- 1994 Stuart Duncan > IBMA Fiddler of the Year
- 1995 Stuart Duncan > IBMA Fiddler of the Year
- 1996 Grammy Award: Best Bluegrass Album / Unleashed
- 1996 Stuart Duncan > IBMA Fiddler of the Year
- 1997 Alan O’Bryant, Pat Enright, Mike Compton, Stuart Duncan > Grammy Award: Best Bluegrass Album / True Life Blues: The Songs of Bill Monroe
- 1997 Alan O’Bryant, Pat Enright, Mike Compton, Stuart Duncan > IBMA Album of the Year / True Life Blues: The Songs of Bill Monroe
- 1997 Alan O’Bryant, Pat Enright, Mike Compton, Stuart Duncan > IBMA Recorded Event of the Year / True Life Blues: The Songs of Bill Monroe
- 1999 Alan O’Bryant > IBMA Instrumental Album of the Year / Bound to Ride / Jim Mills
- 2000 Alan O’Bryant > IBMA Album of the Year / The Grass is Blue / Dolly Parton
- 2001 Pat Enright, Mike Compton, Stuart Duncan > Grammy Award: Album of the Year / O Brother Where Art Thou? soundtrack
- 2001 Pat Enright, Mike Compton, Stuart Duncan > IBMA Album of the Year / O Brother Where Art Thou? soundtrack
- 2001 Pat Enright, Mike Compton, Stuart Duncan > Academy of Country Music Album of the Year / O Brother Where Art Thou? soundtrack
- 2001 Pat Enright (with Dan Tyminski & Harley Allen) > Grammy Award: Best Country Collaboration with Vocals / Man of Constant Sorrow
- 2001 Pat Enright (with Dan Tyminski & Harley Allen) > IBMA Song of the Year / Man of Constant Sorrow
- 2001 Pat Enright (with Dan Tyminski & Harley Allen) > CMA Song of the Year / Man of Constant Sorrow
- 2001 Pat Enright (with Dan Tyminski & Harley Allen) > MTV MOVIE AWARD nomination: Best Music Moment / Man of Constant Sorrow
- 2001 Alan O’Bryant > IBMA Instrumental Album of the Year / Knee Deep In Bluegrass: The Acutab Sessions
- 2001 Alan O’Bryant > GRAMMY AWARD: Best Bluegrass Album / The Grass is Blue / Dolly Parton
- 2002 Mike Compton, Stuart Duncan > IBMA Album of the Year / Down from the Mountain
- 2003 IBMA Recorded Event of the Year / Will The Circle Be Unbroken Vol. III / Nitty Gritty Dirt Band
- 2004 IBMA Recorded Event of the Year / Livin’, Lovin’, Losin’: Songs of the Louvin Brothers
- 2004 Alan O’Bryant, producer > DOVE AWARD: Bluegrass Album of the Year / Wonderous Love / Blue Highway
- 2004 Alan O’Bryant, producer > IBMA Gospel Recorded Performance of the Year / Wonderous Love / Blue Highway
- 2005 Grammy nomination Best Bluegrass Album / Twenty Year Blues
- 2005 Stuart Duncan > IBMA Fiddler of the Year